# 질주 (1999년 영화)
"질주"는 1999년에 개봉한 대한민국의 영화이다.

## 캐스팅
- 이민우 : 박상진 역
- 남상아 : 바람 역
- 김승현 : 김승현 역
- 송남호 : 선우 역
- 김태욱 : 박금석 역
- 이혜련 : 상희 역
- 곽상호 : 대웅 역
- 김경식 : 동균 역
- 김진이 : 민희 역
- 이현수 : 재민 역
- 진봉진 : 일식집 중년 남 역
- 백종학 (특별출연)